# Piloro
O piloro é uma constrição musculosa na porção terminal do estômago que regula a passagem do quimo semi-digerido deste para o duodeno. 

## Significado médico
O estreitamento do piloro é conhecido como estenose pilórica. É uma condição mais comum em recém-nascidos e meninos, mas pode ocorrer também em adultos. Na sua forma congênita, manifesta-se com vômitos intensos nas primeiras semanas de vida. O diagnóstico é feito através do exame físico e exames de imagens. O tratamento é cirúrgico, através de uma piloromiotomia.